# Rara. Eine Bibliothek des Absonderlichen
Rara. Eine Bibliothek des Absonderlichen ist eine deutschsprachige Buchreihe. Sie erschien im Stuttgarter Verlag Robert Lutz in der Zeit um den Ersten Weltkrieg (Januar 1910 bis Juni 1923) und wurde von Hanns Heinz Ewers und Heinrich Conrad betreut.
In der monographischen Reihe erschienen unter anderem die mehrfach aufgelegten Memoiren einer Besessenen von Soeur Jeanne (siehe unter Teufel von Loudun) und das Juden-Buch des Magister Hosmann. Die Reihe umfasst nur sechs Bände.

## Bände
- 1. F. M. Kircheisen: „Hat Napoleon gelebt?“ Und andere kuriose Geschichten.
- 2. Soeur Jeanne: Memoiren einer Besessenen
- 3. Die Liebeszaubereien der Gräfin von Rochlitz, Maitresse Kurfürst Johann Georgs IV. von Sachsen. Nach der Handschrift des Johann Friedrich Klotzsch.
- 4. Das Juden-Buch des Magister Hosmann
- 5. Der Graf Cagliostro. Die Geschichte eines Mysterienschwindlers. Zur Warnung für unsere Zeit.
- 6. Eingekerkerte und Ausbrecher. Ein Buch von Gefangenen und Flüchtlingen.